# Salu (Rae)
Salu is een plaats in de Estlandse gemeente Rae, provincie Harjumaa. De plaats heeft de status van dorp (Estisch: küla).

## Bevolking
Het dorp had 69 inwoners op 31 december 2011 en 60 inwoners op 31 december 2021.